# آلفرد گدس
آلفرد گدس (انگلیسی: Alfred Geddes؛ 1871 – ۱۹۲۷ (۵۵−۵۶ سال)) بازیکن فوتبال اهل پادشاهی متحد بریتانیای کبیر و ایرلند بود.
از باشگاه‌هایی که در آن بازی کرده‌است می‌توان به باشگاه فوتبال وست برومویچ آلبیون، باشگاه فوتبال بریستول سیتی، باشگاه فوتبال میلوال، و باشگاه فوتبال بریستول راورز اشاره کرد.